# Nous Deux
Nous Deux   (Noi Due) è un noto settimanale francese fondato nel 1947 da Cino Del Duca e pubblicato oggi dalla Casa editrice Mondadori Periodici Francia.

## Storia
Il creatore Cino Del Duca è il fratello di Alceo e Domenico Del Duca, proprietari delle Edizioni Universo, casa editrice della rivista settimanale italiana Grand Hotel.
Il primo numero di Nous Deux è stato pubblicato il 14 maggio 1947 e il successo è inaspettato. Inizialmente bimestrale Nous Deux diventa settimanale a partire dal numero 5. 
Il 9 agosto 1950 (n. 165), Nous Deux offre ai suoi lettori il primo fotoromanzo intitolato "L'alba dell'amore." 
A poco a poco, il suddetto occupa uno spazio sempre più importante all'interno della rivista. Nous Deux diventa la rivista simbolo del fotoromanzo in Francia.
Dal 1964, le celebrità diventeranno attori dei fotoromanzi: infatti, grandi icone francesi come Johnny Hallyday, Sylvie Vartan, Franck Alamo, Sacha Distel, Mireille Mathieu vi partecipano. In seguito e attualmente, anche attori e personaggi dello spettacolo italiano interpretano i fotoromanzi della rivista, tra i quali Caterina Balivo
Stefano Celani Annalisa Minetti, Roberto Farnesi, Patrizio Pelizzi, Luca Calvani, Roberta Potrich, Patricia Vezzuli, Ettore Bassi, Milena Miconi.
Nel settembre 1986, i fotoromanzi di Nous Deux diventano a colori.
Il primo concorso della Storia da leggere è datata 1997: i lettori possono quindi parlare e raccontare le loro storie personali.
Nel 2004, dopo 50 anni di successi, la rivista sceglie di pubblicare in Copertina foto di persone famose  anziché figure disegnate.

## Editoriale
La rivista è specializzata nella pubblicazione di fotoromanzi per quanto riguarda le storie sentimentali, ma si compone anche di rubriche di consigli e trucchi per le donne (moda, bellezza, cucina, famiglia, svago, interviste a personaggi famosi ed altri argomenti di attualità).

## Diffusione
La sua diffusione è pari a 279 085 copie di ciascun numero vendute in Francia nel 2011